# Cametours
Cametours är en kommun i departementet Manche i regionen Normandie i norra Frankrike. Kommunen ligger i kantonen Cerisy-la-Salle som tillhör arrondissementet Coutances. År 2022 hade Cametours 435 invånare.

## Befolkningsutveckling
Antalet invånare i kommunen Cametours
| Referens: INSEE |